# Grand Prix Santa Rita
Le Grand Prix Santa Rita (Gran Premio Santa Rita en italien) est une course cycliste disputée autour de Castelfidardo, dans la région des Marches. Jusqu'en 2022, elle est inscrite au calendrier national de la Fédération cycliste italienne en catégorie 1.19 et l'épreuve est réservée aux coureurs amateurs et espoirs. En 2023, elle intègre le calendrier de l'UCI Europe Tour en catégorie 1.2. Elle est disputée le samedi, le même week-end que le Trophée de la ville de Castelfidardo qui a lieu le lendemain.
Elle compte notamment à son palmarès des coureurs comme Alberto Volpi, Gianni Bugno ou encore Moreno Moser.
Avec le Trophée de la ville de Castelfidardo, il forme les Due Giorni Marchigiana, qui décerne une récompense au meilleur coureur des deux courses.

## Palmarès
| Année     | Vainqueur                                   | Deuxième              | Troisième         |
| --------- | ------------------------------------------- | --------------------- | ----------------- |
| 1979      | Pierpaolo Prato                             |                       |                   |
| 1980      | Alessandro Paganessi                        |                       |                   |
| 1981      | Ennio Salvador                              |                       |                   |
| 1982      | Francesco Caneva                            |                       |                   |
| 1983      | Alberto Volpi                               |                       |                   |
| 1984      | Emilio Ravasio                              |                       |                   |
| 1985      | Gianni Bugno                                |                       |                   |
| 1986      | Maurizio Fondriest                          |                       |                   |
| 1987      | Antonio Fanelli                             |                       |                   |
| 1988      | Andrea Michelucci                           |                       |                   |
| 1989      | Salvatore Criscione                         |                       |                   |
| 1990      | Ivan Parolin                                |                       |                   |
| 1991      | Mauro Bettin                                |                       |                   |
| 1992      | Paolo Fornaciari                            |                       |                   |
| 1993      | Oscar Pozzi                                 |                       |                   |
| 1994      | Ermanno Brignoli                            |                       |                   |
| 1995      | Sergio Previtali                            |                       |                   |
| 1996      | Sauro Gallorini                             |                       |                   |
| 1997      | Alessandro Guerra                           | Nicola Castaldo       | Marco Magnani     |
| 1998      | Pietro Caucchioli                           |                       |                   |
| 1999      | Elvis Paris                                 | Flavio Farneti        | Giorgio Feliziani |
| 2000      | Simone Fadini                               |                       |                   |
| 2001-2010 | Non-disputé                                 |                       |                   |
| 2011      | Moreno Moser                                | Julián Arredondo      | Stefano Locatelli |
| 2012      | Mattia Pozzo                                | Michele Simoni        | Stefano Di Carlo  |
| 2013      | Matteo Busato                               | Gianluca Milani       | Nicola Dal Santo  |
| 2014      | Andrea Toniatti                             | Simone Andreetta      | Matvey Nikitin    |
| 2015      | Mirco Maestri                               | Leonardo Basso        | Marlen Zmorka     |
| 2016      | Nicola Bagioli                              | Aleksandr Riabushenko | Leonardo Basso    |
| 2017      | Matteo Natali                               | Aleksandr Riabushenko | Andrea Toniatti   |
| 2018      | Samuele Battistella                         | Nicolò Rocchi         | Luca Colnaghi     |
| 2019      | Michele Corradini                           | Francesco Di Felice   | Daniel Smarzaro   |
| 2020      | Annulé en raison de la pandémie de Covid-19 |                       |                   |
| 2021      | Michael Belleri                             | Alex Tolio            | Riccardo Verza    |
| 2022      | Michael Belleri                             | Francesco Busatto     | Samuele Zambelli  |
| 2023      | Giosuè Epis                                 | Martin Nessler        | Federico Biagini  |
| 2024      | Kyrylo Tsarenko                             | Giovanni De Carlo     | Nahom Zerai       |
| 2025      | Francesco Parravano                         | Matteo Ambrosini      | Alex Tolio        |